# Varvara Ivanovna Narichkine
Varvara Ivanovna Narichkine est un tableau réalisé en 1800 par la peintre française Élisabeth Vigée Le Brun. Cette huile sur toile est le portrait en buste d'une jeune femme de la noblesse russe vêtue à la grecque. Originellement destinée à la mère du modèle, une amie de l'artiste, l'œuvre est à présent conservée, depuis son acquisition en 1963, au Columbus Museum of Art, à Columbus, dans l'Ohio, aux États-Unis.